# Ragby

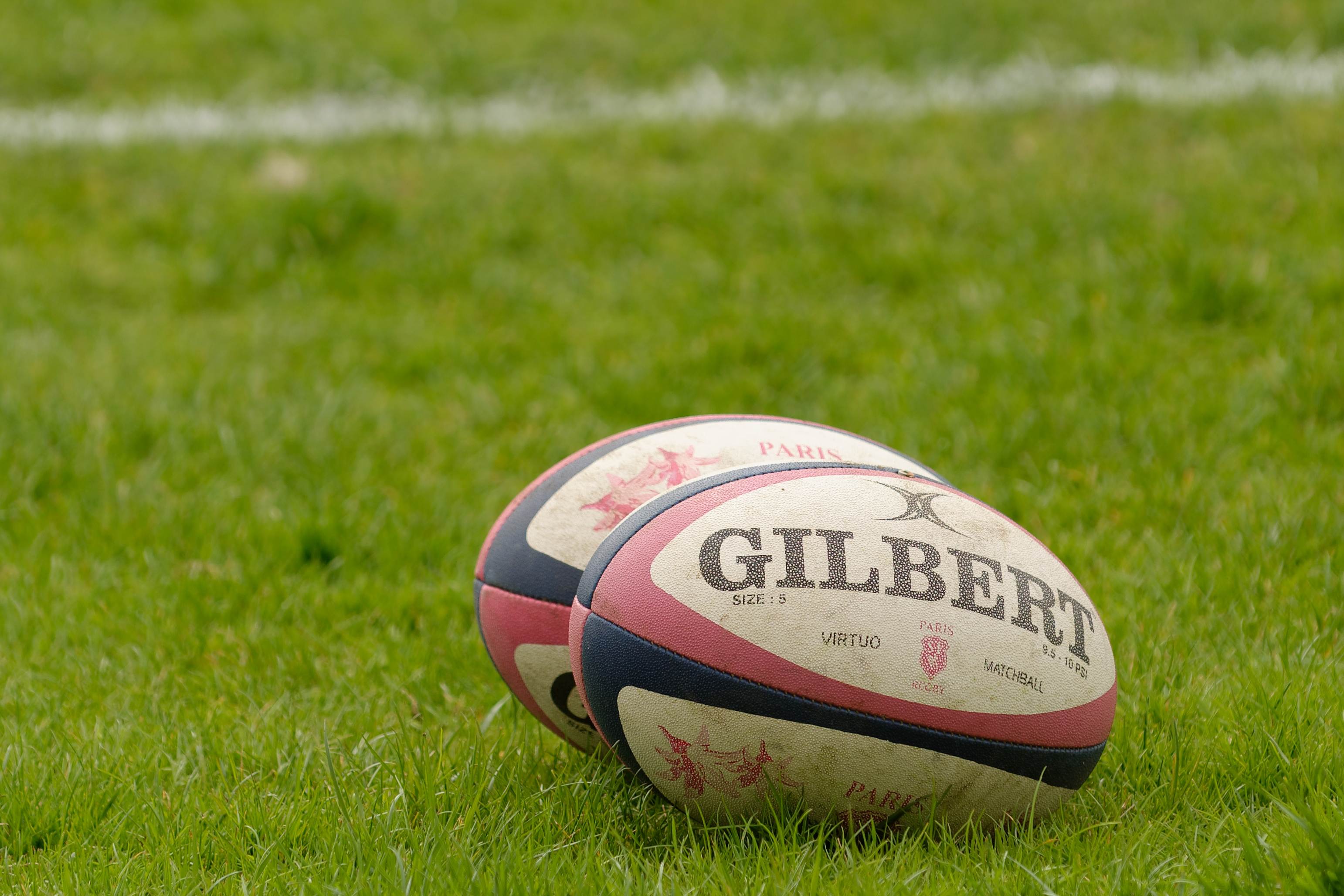
Ragbyové míče

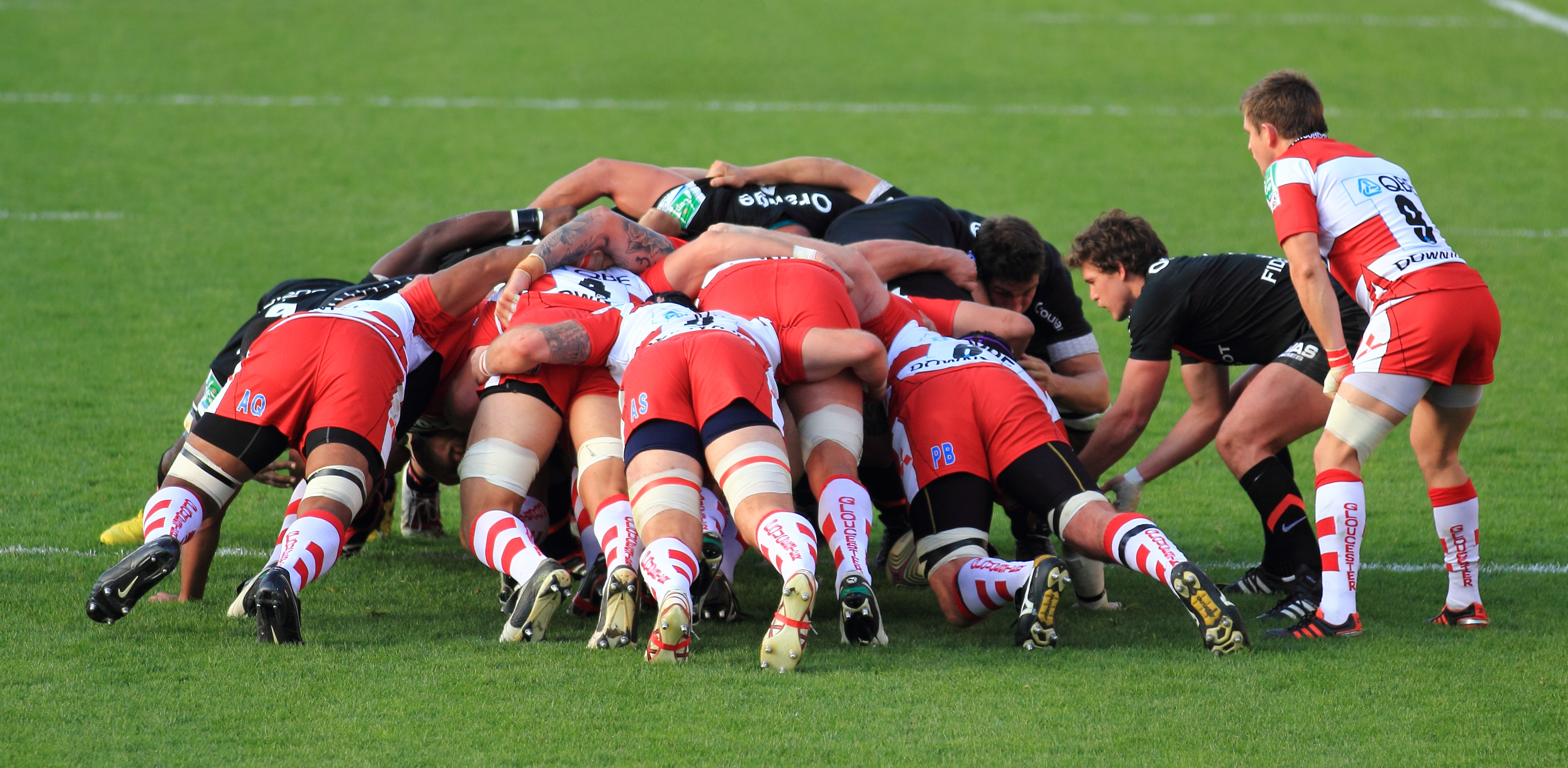
Skrumáž čili mlýn

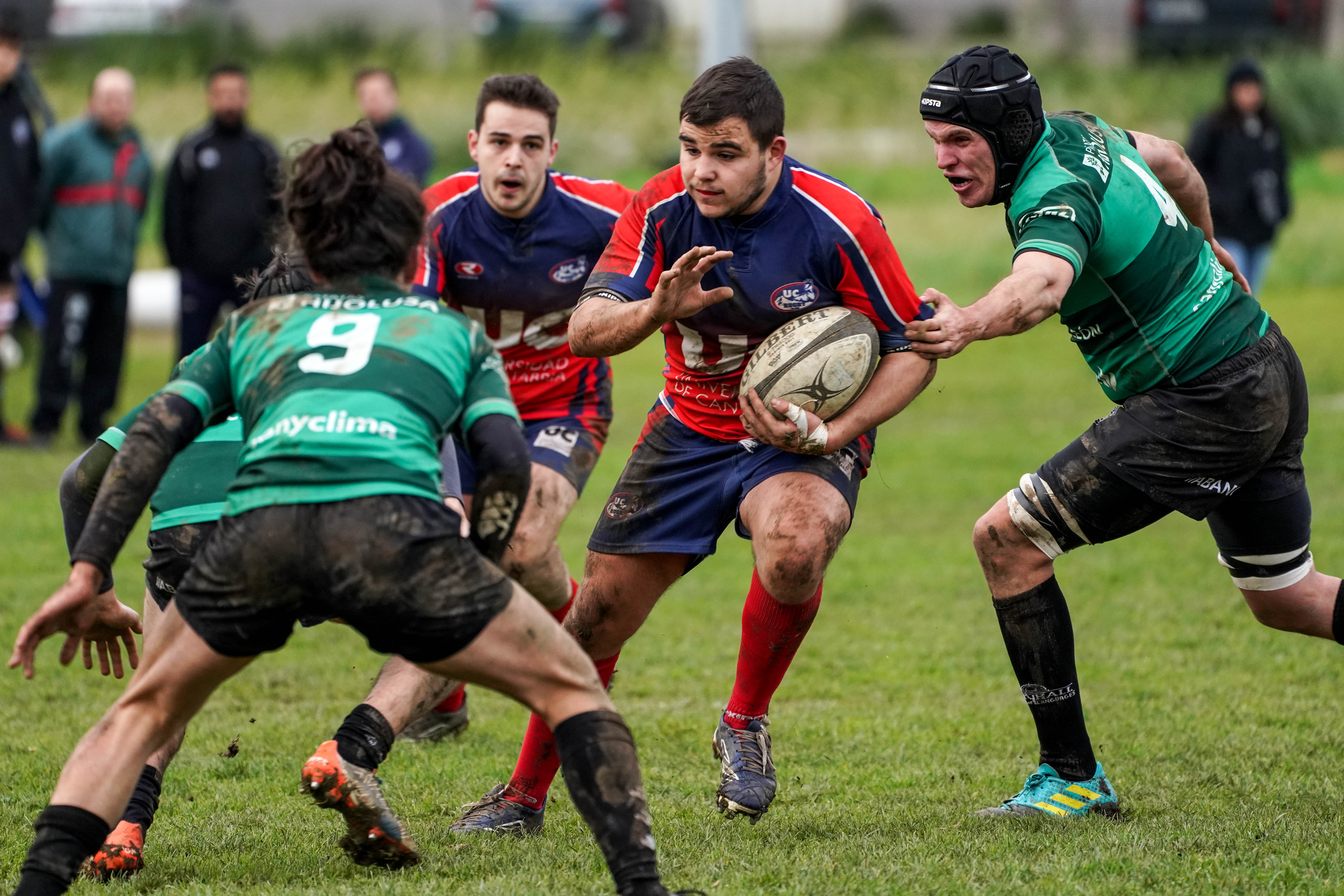
Hráč při hře

Ragby (anglicky rugby football nebo jen rugby) je míčový sport, který se rozšířil v 19. století v Anglii. Své počátky sdílí s fotbalem. Dělí se do dvou větví: rugby union (patnáctkové ragby, sedmičkové ragby a další varianty) a rugby league (třináctkové ragby).

## Historie
Hry, ve které je míč nesen a utíká se s ním, existovaly již ve středověku (např. Calcio Fiorentino). Ve 30. letech 19. století se ve škole ve městě Rugby, podle kterého je hra pojmenována, prosadil typ fotbalu, ve kterém může hráč běžet s míčem v rukou. Prvním, kdo tento styl zavedl, měl být žák William Webb Ellis roku 1823, ale to mnozí považují spíše za legendu. Za datum vzniku moderního ragby bývá uváděn rok 1845, kdy byla sepsána v Rugby první pravidla. Tento styl byl podporován na školách v Marlborough a Cheltenhamu, naopak školy v Etonu a Harrow prosazovaly nožní, tzv. driblingový fotbal. V 50. letech se ragby-fotbal rozšířil do Skotska a Irska. V roce 1863 vznikla The Football Association, která potvrdila, že rozdíly v pravidlech ragby a driblingového fotbalu jsou natolik závažné, že již nelze hovořit o jednom sportu (spor se vedl zejména o legálnost podkopnutí hráče a kopnutí do holeně; to fotbalisté odmítali, což ragbisté označili za „nemužné“, byť později tyto možnosti i oni z pravidel vyloučili). V reakci na to začaly v roce 1864 vznikat první samostatné ragbyové kluby. V roce 1871 vznikla asociace Rugby Football Union, v přímé reakci na zabití jednoho z hráčů Richmondu během hry. Ve stejném roce se odehrálo první mezistátní utkání, mezi Anglií a Skotskem. Místem rozvoje hry se staly zejména univerzity v Oxfordu a Cambridgi. 
V roce 1895 se z původního ragby staly dva sporty s odlišnými pravidly: rugby union (patnáctkové ragby, česky „ragby“, rozšířenější varianta s 15 hráči na každé straně) a rugby league (třináctkové ragby, česky „třináctky“, se 13 hráči). Rugby league se vzápětí stal prvním profesionálním sportem, když začaly být hráčům vypláceny kompenzace za vynechané dny v práci. Spor o profesionalismus byl jedním z důvodů rozkolu a rozdělení na dva sporty, takže rugby union dlouho bazírovalo na amatérismu, profesionalizovalo se až roku 1995.
Ze stejného základu se rovněž vyvinul americký, kanadský a australský fotbal. Tyto varianty byly kdysi považovány za formy ragby, ale nyní se o nich takto hovoří jen zřídka, ačkoli kupříkladu řídící orgán kanadského fotbalu se až do roku 1967 nazýval Canadian Rugby Union. S pravidly ragby se nicméně rozešel kanadský fotbal již padesát let předtím. Americký fotbal se začal vzdalovat ragby již roku 1880, když Walter Camp vyřadil z pravidel ragby na amerických školách skrumáž (v Česku nazývána obvykle mlýn) a nahradil ji postavením soupeřících hráčů do dvou oddělených linií.
Ragby union je olympijským sportem, hraje se ve variantě o sedmi hráčích (ragby 7). Na olympiádě se hrálo poprvé v roce 1900, roku 1924 ale bylo z programu her staženo. Na pořad se vrátilo v roce 2016. Vrcholnou mezinárodní soutěží rugby league je Světový pohár (Rugby League World Cup), který se koná od roku 1954. V rugby union je to Mistrovství světa v ragby (Rugby World Cup), které se koná od roku 1987 každé čtyři roky.
Ragby je populární zejména v Británii, Irsku, Jihoafrické republice, na Novém Zélandu, ve Francii a v Austrálii.

## Rozdíly v pravidlech

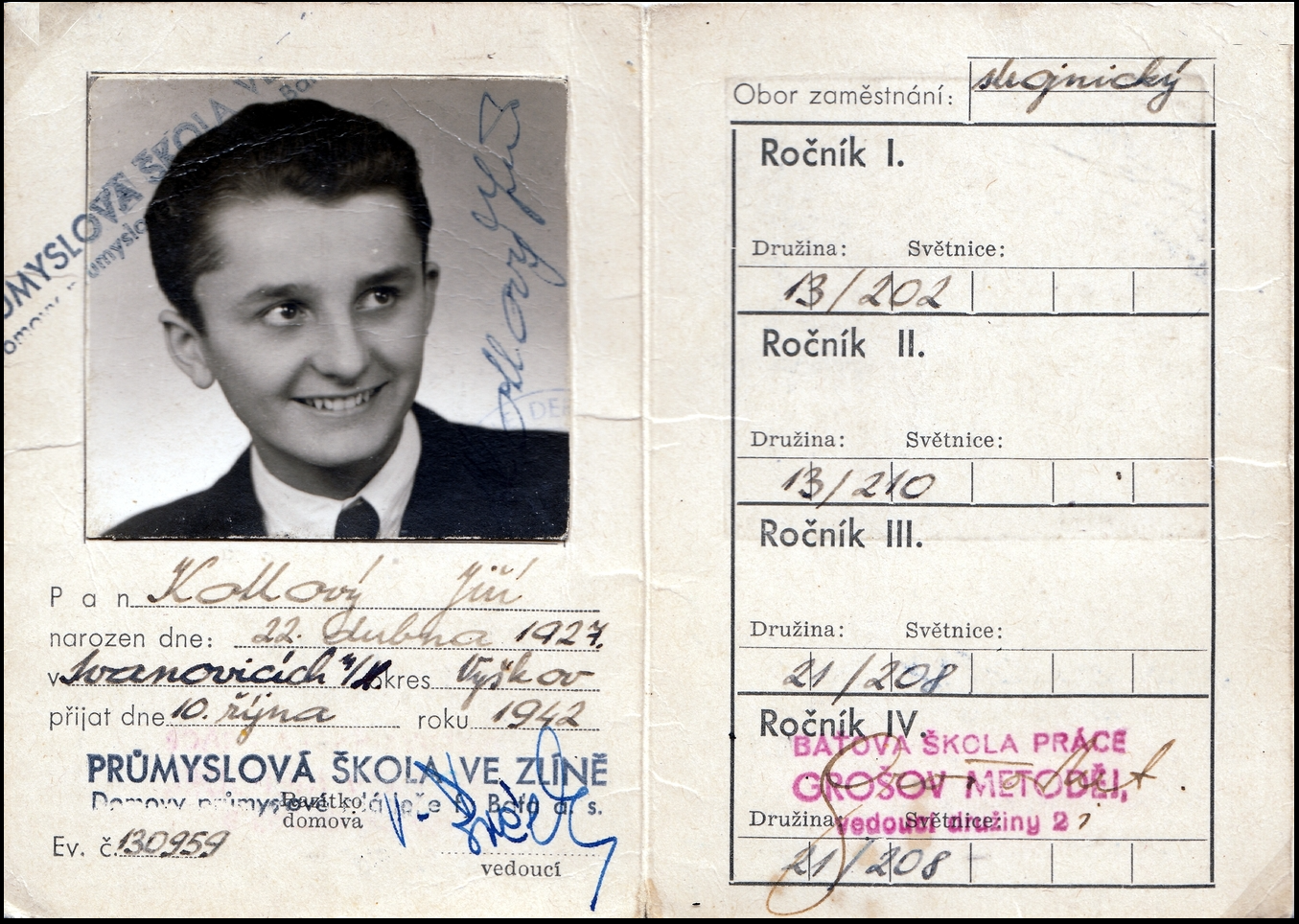
Jiří Kotlový ze Zlína (na fotografii z roku 1942) - jeden z prvních ragbistů v Česku

Při rozdělení na dva sporty v roce 1895, ragby league a ragby union, hrál roli profesionalismus. Zastánci amatérismu (ragby union) dokonce zakázali svým ragbistům hrát na hřištích, kde se vybírá vstupné. V ragby league se vstupné naopak vybíralo a organizátoři této hry tudíž změnili pravidla tak, aby byla rychlejší a zábavnější pro diváky. Šlo jim především o to, aby ve hře bylo co nejvíce skórování a co nejméně pauz. Proto byl snížen počet hráčů na třináct z patnácti (v počátcích ragby hrálo 20 hráčů na každé straně). Další změnou bylo omezení počtu útočných pokusů na šest (v ragby union může tým útočit, jak dlouho chce, což může vést k dlouhým pasážím marného dobývání obrany, s mnoha krátce po sobě následujícími složeními útočného hráče). Změněno bylo i bodování. V ragby union se za položení míče za brankovou čáru dává pět bodů, v ragby league čtyři. Za kop ze hry (drop ball) jsou v ragby union tři body, v ragby league jeden. Za penaltu či trestný kop jsou v ragby union tři body, v ragby league dva. Cílem nižšího bodování bylo, aby hra byla vyrovnanější. 
Klíčovou změnou pravidel, která měla dodat dynamiku do ragby league, byl jiný model střídání. Zatímco ragby union má tradiční „fotbalový model“, kdy na lavici čeká sedm náhradníků, přičemž střídat se může jen jednou za zápas (s výjimkou vystřídání za zraněného hráče), ragby league zvolilo „hokejový model“, kdy se hráči na hřišti neustále prostřídávají v průběhu hry. Tím pádem jsou méně unavení a během nasazení do hry by hypoteticky měli vyvinout větší rychlost a sílu. Mlýn čili skrumáž si obě hry dlouho ponechávaly zhruba ve stejné podobě, ale neatraktivita a nepřehlednost pro diváky (míč je skryt pod skupinou do sebe zaklesnutých hráčů) nakonec vedla k tomu, že se v ragby league skrumáž do značné míry odstranila, slouží pouze ke znovuzahájení hry po přestupku a netlačí se v ní. Jiné je to i s auty. Ty jsou v ragby union často užívanou taktickou variantou, která umožňuje útočícímu a vedoucímu mužstvu udržet hru statickou. V ragby league aut vhazuje mužstvo, které se brání, a to do mlýna (nikoli do souboje skákajících rojníků jako v ragby union), takže bránící se mužstvo po autu v drtivě většině získá míč a hra se otočí. Navíc, pokud byl míč do autu odkopnut a před překročením autové čáry se nedotkl země, vrací se v ragby league hra na místo odkopu, kde dojde ke mlýnu, do nějž znovu vhazuje míč bránící se mužstvo, tedy opět se v drtivé většině hra otočí. Proto se auty jako taktika v ragby league nevyhledávají.
Obě hry spojuje tradiční zákaz přihrávat míč dopředu. Toto pravidlo naopak zrušil americký fotbal, a právě tím se zásadním způsobem odtrhl od ragby. Možnost dlouhé přihrávky dopředu změnila taktiku a strategii hry, takže ta funguje na zcela jiných principech, ačkoli se laikovi pohyb hráčů může zdát podobný.

## Zdraví hráčů
Podle výzkumných studií je ragby na vrcholové úrovni jedním ze sportů, které mohou být pro sportovce rizikové. Vrcholoví ragbisté, stejně jako hokejisté, házenkáři, fotbalisté nebo hráči amerického fotbalu, jsou náchylnější ke vzniku osteoartrózy kolen a kyčlí, než lidé, kteří sportují jen málo nebo vůbec. Kromě článků v bulvárních denících však neexistuje mnoho literatury, která by se touto problematikou objektivně zabývala mimo nejvyšší úroveň.